# Charles Frank Bolden
Charles Frank Bolden (Columbia, Dél-Karolina, 1946. augusztus 19.–) amerikai tesztpilóta, űrhajós, vezérőrnagy.

## Életpálya
1968-ban a Haditengerészeti Akadémián villamosmérnöki diplomát kapott. 1970-ben kapott pilóta jogosítványt. Szolgálati repülőgépével, az A–6 Intruderrel a vietnámi háborúban 100 harci bevetésen vett részt. Visszatérve Amerikába, toborzótisztként szolgált, majd három évig a Marine Corps Air Station (El Toro) tisztje. 1977-ben az 'University of Southern (Kalifornia) keretében rendszerfelügyeletet tanult. 1979-ben tesztpilóta vizsgát tett. Tesztpilótaként az A–6E, EA–6B, A–7C, A–7E repülőgépek változatait vizsgálta. Több mint 6000 órát töltött a levegőben (repülő/űrrepülő).
1980. május 19-től a Lyndon B. Johnson Űrközpontban részesült űrhajóskiképzésben. Kiképzését követően az Űrhajózási Hivatal repülésért felelős biztonsági tisztje. Négy űrszolgálata alatt összesen 28 napot, 8 órát és 37 percet (680 óra) töltött a világűrben. Űrhajós pályafutását 1994. június 27-én fejezte be. 1994-1997 között a Marine Corps Haditengerészeti Akadémia (Midshipmen) helyettes parancsnoka. 1998-ban Kuvaitban, majd Japánban szolgált. 2000-től a 3D Marine Aircraft Wing (USMC)  (Miramar) központban helyettes parancsnok. 2003-tól a Puretex Water Corporation and PureTex Water Works elnök-vezérigazgatója. 2009-től Barack Obama elnök kinevezte a NASA Igazgatójának. Az első afroamerikai igazgató a NASA élén. 2012. augusztus 28-án a Mars felszínéről, a Curiosity nevű marsautóról az ő hangját sugározták vissza a Földre.

## Űrrepülések
- STS–61–C, a Columbia űrrepülőgép 7. repülésének pilótája. Egy műholdat állítottak pályairányba. Egy űrszolgálata alatt összesen 6 napot, 2 órát, 3 percet és 51 másodpercet töltött a világűrben. 4 069 481 kilométert (2 528 658 mérföldet) repült, 98 alkalommal kerülte meg a Földet.
- STS–31, a Discovery űrrepülőgép 10. repülésének pilótája. A Hubble űrtávcsővet hosszabb élettartam miatt magasabb, 600 km-es pályára emelték. Ez volt addig a legnagyobb magasság, amelyet egy amerikai űrrepülőgép elért. Különböző típusú kamerákkal rögzítették az űrhajósok munkáját. Egy űrszolgálata alatt összesen 5 napot, 1 órát és 16 percet (121 óra) töltött a világűrben. 3 328 466 kilométert (2 068 213 mérföldet) repült, 80 kerülte meg a Földet.
- STS–45, az Atlantis űrrepülőgép 11. repülésének parancsnoka. Hét ország tudósai által meghatározott kutatási, mérési program érdekében az ATLAS–1 (meteorológiai) obszervatóriumot Föld körüli pályára emelték, Egy űrszolgálata alatt összesen 8 napot, 22 órát és 9 percet (214 óra) töltött a világűrben. 5 211 340 kilométert (3 238 180 mérföldet) repült, 143 kerülte meg a Földet.
- STS–60, a Discovery űrrepülőgép 18. repülésének parancsnoka. A legénység a Spacelab mikrogravitációs laboratóriumban orvosi és anyagtudományi kísérleteket végzett. A Shuttle–Mir program első küldetése volt. Az asztronauták sikeres élő, kétirányú hang- és képösszeköttetést létesítettek a Mir Űrállomással.Több, közös amerikai/orosz technikai és egyéb, meghatározott kutatási, kísérleti programot hajtottak végre. Egy űrszolgálata alatt összesen 8 napot, 7 órát és 9 percet (199 óra) töltött a világűrben. 5 535 667 kilométert (3 439 704 mérföldet) repült, 130-szor kerülte meg a Földet.